# 절대 관념론
절대적 관념론 또는 신헤겔주의는 19세기 후반 이후, 헤겔 철학을 포함하는 독일철학의 영향을 받은 독일 이외의 현대철학을 편의상 총괄하는 말이다.
독일 관념론의 완성으로서의 헤겔의 절대적ㆍ체계적 철학 및 거기에 기초한 헤겔 학파는 헤겔 사후(1831) 자연과학의 발달과 헤겔 좌파에 의한 철저한 비판에 의해 논리적으로 급속히 붕괴되었다. 하지만 독일에서는 19세기 후반에도 딜타이 등의 역사주의에 의해 헤겔주의는 계승되었다. 특히 20세기 초반부터 헤겔주의는 다시금 19세기 이래의 객관적 정신의 학문으로서뿐만 아니라, 논리학과 형이상학으로서도 다양한 형태의 관심이 기울여지게 되었다. 이것이 철학사상 헤겔 철학의 부흥이라 평가받는 움직임이다. 공식적으로 헤겔주의의 부흥을 선언했던 것은 빈델반트의 1910년 아카데미 강연이다.

## 헤겔의 관념론
정신적인 것과 물질적인 것, 영원한 것과 순간적인 것, 종교적인 것과 세속적인 것, 교회와 국가등의 서로 상반되는 것을 합성 및 조화하여 안정성을 추구한 헤겔의 철학은 19세기에 카를 마르크스의 실천적 유물론에 의해 무너졌다.  또한 쇠렌 키르케고르는 보편적인 개념적 사고를 무너뜨렸고, 프리드리히 니체는 도덕적 가치를 전복시킴으로 신과 인간의 관계를 뒤집는 데 노력하였다. 